# 광남 나들목
광남 나들목(Gwangnam IC)은 경기도 광주시 직동에 설치된 세종포천고속도로의 19번, 성남이천로의 3-1번 교차로(나들목)이다.

## 역사
- 2016년 12월 9일 : 나들목 신설을 위해 광주시 도시계획시설 교통광장에 직동 일원을 광주성남 나들목을 고시[1]
- 2018년 5월 4일 : 안성 ~ 구리 10~14공구 구간 세부설계 변경으로 인해 교통광장 규모 변경[2]
- 2025년 1월 1일 : 세종포천고속도로 남안성 ~ 남구리 구간 개통과 함께 통행 개시[3]

## 구조물 정보
- 위치 : 경기도 광주시 직동

## 접속하는 도로
- 국도 제3호선 (성남이천로)